# Ливийская исламская боевая группа
Ливи́йская исла́мская боева́я гру́ппа (сокр. ЛИБГ; араб. الجماعة الإسلامية المقاتلة بليبيا‎) — исламистская террористическая организация, действующая на территории Ливии. Сформирована в 1995 году из ливийских боевиков, воевавших против советской армии в Афганистане. Во время гражданской войны члены ЛИБГ принимали активное участие в боевых действиях против правительственной армии полковника Каддафи, в настоящее время участвуют в гражданской войне в составе фракции «Ливийский Щит».

## Правовой статус
Группировка признана террористической СБ ООН. В соответствии с резолюцией ООН 1267, предусматривающей ввод санкций в отношении «Аль-Каиды» и связанных с ней организаций. ЛИБГ признана террористической в Великобритании и США. Вплоть до падения режима Каддафи в 2011 году деятельность ЛИБГ была запрещена и в самой Ливии.